# Dahme (Holstein)
Dahme település Németországban, Schleswig-Holstein tartományban. Lakosainak száma 1197 fő (2023. december 31.).

## Népesség
A település népességének változása:
| Lakosok száma | 1329 | 1280 | 1263 | 1244 | 1264 | 1250 | 1183 | 1197 | 1197 |
|               | 1975 | 2013 | 2016 | 2017 | 2018 | 2019 | 2021 | 2022 | 2023 |